# Fantastic (альбом Wham!)
Fantastic — дебютный студийный альбом английского поп-дуэта Wham!, выпущенный 1 июля 1983 года. Он достиг первого места в UK Albums Chart. В него вошли ранее выпущенные синглы «Young Guns (Go for It)», «Wham Rap! (Enjoy What You Do)» и «Bad Boys». «Club Tropicana» был выпущен как сингл одновременно с выпуском альбома. Хотя он и не вошёл в альбом, «Club Fantastic Megamix» (попурри из песен с альбома) был выпущен вопреки желанию группы Innervision вскоре после Fantastic, и в то время, когда они находились в процессе ухода с лейбла.
Согласно Эндрю Риджли в его книге 2019 года Wham! George and Me, именно на ранних стадиях написания и записи этого альбома пара согласилась, что Джордж Майкл должен взять на себя исключительную ответственность за написание материала группы. До заключения своего первого контракта на запись они вместе писали песни и сделали свои первые демо с этими песнями. Когда работа в студии началась, Майкл, по словам Риджли, начал работать «со скоростью молнии», и быстро стало ясно, что он был намного лучшим автором песен. Позже Риджли скажет, что это было не то, чего он особенно хотел, но не было никаких сомнений, что это был путь к достижению успеха, которого они оба хотели. Для альбома были написаны две новые песни, «Golden Soul» и «Soul Boy», но обе были отложены, поскольку «ни одна из них не была хороша».
В альбоме есть скрытый трек (исполненный на пианино в стиле хонки-тонк) после последних 20 секунд «Young Guns (Go for It!)».
В США альбом изначально был выпущен как группа «WHAM! U.K.» из-за конфликта с американской группой с таким же названием (Columbia BFC-38911).

## Восприятие
Дон Шелли в своей рецензии в журнале Rolling Stone от 15 сентября 1983 года писал, что альбом звучал хорошо в машине, но слишком тонко и хрупко, без баса на домашней системе. Также он заметил: «Возможно самая большая проблема с Wham! это что у группы нет по-настоящему самобытного, выделяющегося вокалиста, усердное хныканье Джорджа Майкла синтетично и слишком напоминает дешёвые клавишные, так широко распространённые в наши дни».
Ретроспективный обзор (2000-х или 2010-х годов) на сайте AllMusic (автор Уильям Купер) описывает альбом так:
Fantastic — заблудший (с неудачной концепцией, misguided) дебютный релиз британского дуэта Wham!. С Fantastic Джордж Майкл и его партнёр Эндрю Риджли представили себя миру в качестве одетых в кожаные куртки уличных франтоватых «мятежников». Этот подход доказал свою эффективность (оказался дико популярным) в Великобритании, где Fantastic вошёл в первую десятку, но в Штатах альбом остался практически незамеченным. В то время как Fantastic демонстрирует способность молодого (ему 20 лет на момент выхода альбома) Джорджа Майкла создавать завлекательные, полные хуков мелодии, большая часть материала на Fantastic страдает от претенциозного позёрства дуэта, строящего из себя крутых парней.
Уильям Купер заключает:
Fantastic альбом не хороший, но странным образом интересный, занимательный. Конечно, интересно послышать разницу между поверхностным Fantastic и поздними, «серьёзными» сольными работами Майкла, вроде Listen Without Prejudice и Older. Ну, и Fantastic также хорош для цели немного поржать (good for a few chuckles). К сожалению, это (прим. перев.: смешить людей) вероятно, не было намерением Джорджа Майкла. Но даже он, наверное, мог бы теперь над ним неплохо посмеяться.

## Список композиций
Слова и музыка всех песен — (где не указано другое) — Джордж Майкл.
| №  | Название                        | Автор(ы)                                       | Длительность |
| -- | ------------------------------- | ---------------------------------------------- | ------------ |
| 1. | «Bad Boys»                      |                                                | 3:18         |
| 2. | «A Ray of Sunshine»             |                                                | 4:43         |
| 3. | «Love Machine»                  | Уоррен «Пит» Мур [англ.] Билли Гриффин [англ.] | 3:19         |
| 4. | «Wham Rap! (Enjoy What You Do)» | Джордж Майкл Эндрю Риджли                      | 6:35         |

| №  | Название                              | Автор(ы)                  | Длительность |
| -- | ------------------------------------- | ------------------------- | ------------ |
| 1. | «Club Tropicana»                      | Джордж Майкл Эндрю Риджли | 4:24         |
| 2. | «Nothing Looks the Same in the Light» |                           | 5:50         |
| 3. | «Come On»                             |                           | 4:21         |
| 4. | «Young Guns (Go for It!)»             |                           | 3:50         |

## Участники записи
Список составлен в соответствии с информацией базы данных Discogs, нумерация треков указана по изданию в формате компакт-диска.
Wham!:
- Джордж Майкл — ведущий вокал (песни 1−4, 7, 8), бэк-вокал (песни 1−3), аранжировки (песни 4−7), ведущий и бэк-вокал (песни 5, 6), аранжировки духовых инструментов (песня 5), все музыкальные инструменты (песня 6)
- Эндрю Риджли — гитары (песни 1−5, 7, 8), аранжировки (песня 4)

| Приглашённые музыканты: - Джесс Бейли — клавишные (песня 1) - Энн Дадли — клавишные (песни 1, 8) - Томми Айр — клавишные (песни 2, 3, 5, 7) - Боб Картер — клавишные (песня 4) - Роберт Авай — гитары (песни 1−3, 7, 8) - Дион Эстус — бас (песни 1−3, 5, 7), бэк-вокал (песня 1) - Джон Маккензи — бас (песня 4) - Брэд Лэнг — бас (песня 8) - Тревор Мюррелл — ударные (песни 1−3, 5, 6) - Энди Данкан — ударные (песня 4), перкуссия (песни 4, 5) - Грэм Броуд — ударные (песни 7, 8) - Луиш Жардим — перкуссия (песни 1, 3) - Тони Морони — перкуссия (песня 2) - Джефф Дэйли — саксофоны (песня 1) - Давид Батист — саксофоны (песни 2, 3, 7) - Крис Хантер — саксофоны (песня 4) - Иэн Ричи — саксофоны (песня 5), аранжировки духовых инструментов (песня 5) - Энди Макинтош — саксофоны (песня 8) - Пол Кокс — труба (песня 1) | Приглашённые музыканты: - Мартин Дровер — труба (песня 1) - Колин Грэм — труба (песни 2, 3, 7) - Рауль Д’Оливерия — труба (песни 2, 3, 7) - Гай Баркер — труба (песня 4) - Родди Лоример — труба (песня 5) - Берт Эзард — труба (песня 8) - Дж. Хили — труба (песня 8) - Линтон Эйс — аранжировки для струнных инструментов (песня 3) - Ди Си Ли — бэк-вокал (песни 1, 8) - Руби Мэйсон — бэк-вокал (песня 1) - Джимми Чэмберс — бэк-вокал (песня 3) - Джордж Чандлер — бэк-вокал (песня 3) - Тони Джексон — бэк-вокал (песня 3) - Кэти Киссун — бэк-вокал (песня 7) - Стиви Лэнг — бэк-вокал (песня 7) - Сильвия Мэйсон-Джеймс — бэк-вокал (песня 7) - Линда Хэйес — бэк-вокал (песня 8) - Ширли Холлиман — бэк-вокал (песня 8) - Джози Джеймс — бэк-вокал (песня 8) |

Крик в «Wham Rap! (Enjoy What You Do)»:
- Боб Картер, Джордж Майкл, Дэвид Мортимер[англ.], Эндрю Риджли и Пол Риджли

Хлопки в ладоши в «Club Tropicana»:
- Деон Эстус, Стив Эванс, Джордж Майкл, Эндрю Риджли и Фил Уилкокс

| Технический персонал: - Джордж Майкл — продюсер (песни 1−3, 5−8) - Стив Браун — продюсер (песни 1−3, 5−8) - Боб Картер — продюсер (песня 4) - Тони Тавернер — звукоинженер | Технический персонал: - Wham! — дизайн обложки - Shoot That Tiger! — дизайн обложки - Крис Креймер — фотограф (фотография на обложке, фотография на внутренней стороне конверта) - Януш Гуттнер — фотограф (фотография на внутренней стороне конверта) |

## Позиции в хит-парадах
| Год       | Хит-парад                                  | Высшая позиция | Пребывание |
| --------- | ------------------------------------------ | -------------- | ---------- |
| 1983—1986 | Австралия (Kent Music Report)              | 5              | нет данных |
| 1983—1986 | Великобритания (UK Albums Chart)           | 1              | 116 недель |
| 1983—1986 | Нидерланды (Nationale Hitparade LP Top 50) | 8              | 48 недель  |
| 1983—1986 | Новая Зеландия (RMNZ)                      | 1              | 37 недель  |
| 1983—1986 | Норвегия (VG-lista)                        | 8              | 22 недели  |
| 1983—1986 | США (Billboard Top LPs & Tape)             | 83             | 44 недели  |
| 1983—1986 | Финляндия (Suomen virallinen lista)        | 8              | 16 недель  |
| 1983—1986 | ФРГ (Offizielle Top 100)                   | 7              | 22 недели  |
| 1983—1986 | Швейцария (Schweizer Hitparade)            | 25             | 1 неделя   |
| 1983—1986 | Швеция (Sverigetopplistan)                 | 15             | 4 недели   |
| 1983—1986 | Япония (Oricon)                            | 17             | нет данных |

| Хит-парад (1983)               | Позиция |
| ------------------------------ | ------- |
| Австралия (Kent Music Report)  | 69      |
| Великобритания (Gallup Poll)   | 6       |
| Новая Зеландия (RMNZ)          | 13      |
| ФРГ (Jahrescharts Deutschland) | 37      |
| Хит-парад (1984)               | Позиция |
| Великобритания (Gallup Poll)   | 60      |
| Япония (Oricon Year-End Chart) | 80      |

## Сертификации
| Регион                                                      | Сертификация  | Продажи  |
| ----------------------------------------------------------- | ------------- | -------- |
| Австралия (ARIA) · переиздание 2024 года                    | Золотой       | 35 000^  |
| Великобритания (BPI)                                        | 3× Платиновый | 900 000^ |
| Нидерланды (NVPI)                                           | Золотой       | 50 000^  |
| Новая Зеландия (RMNZ)                                       | Платиновый    | 15 000^  |
| США (RIAA)                                                  | Золотой       | 500 000^ |
| Япония                                                      | —             | 218 000  |
| ^ Данные о тиражах приведены только на основе сертификации. |               |          |